# Giorgio Sommer

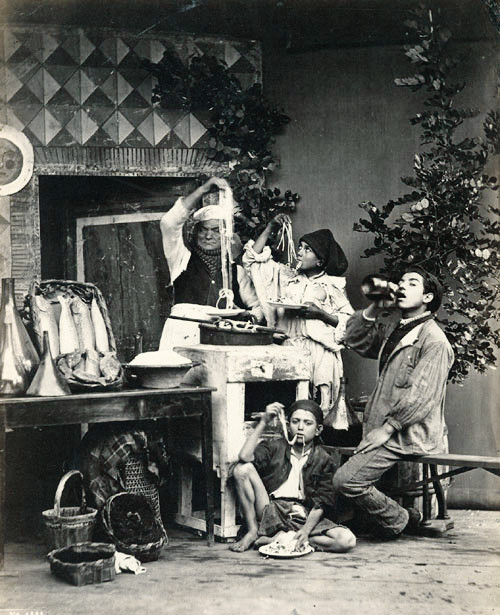
Spaghetti

Giorgio Sommer (Frankfurt am Main, 2 de setembro de 1834 — Nápoles, 7 de agosto de 1914) foi um fotógrafo alemão radicado na Itália.
Estudou em sua cidade natal e trabalhou em Roma e em Nápoles.